# 野田町 (鹿児島県)
野田町（のだちょう）は、鹿児島県出水郡にあった町。2006年3月13日、隣接する出水市・高尾野町と合併して出水市の一部となり、消滅した。

## 地理
- 山：遠矢岳
- 川：野田川

## 歴史

### 近現代
- 1889年4月1日 - 町村制施行により、野田村が誕生。
- 1975年4月1日 - 野田村が町制施行。野田町となる。
- 2006年3月13日 - 出水市・高尾野町と合併し、出水市となる。

## 行政
- 町長：吉満重人（廃止時）

## 産業
- 特産品：ミカン・ネーブルオレンジなどの柑橘類

## 地域

### 教育
高等学校
- 鹿児島県立野田女子高等学校

中学校
- 野田町立野田中学校

小学校
- 野田町立野田小学校

## 交通

### 鉄道
- 九州旅客鉄道（JR九州）
  - 九州新幹線：駅はなし（第3紫尾山トンネルで町内を通過）
- 肥薩おれんじ鉄道
  - 肥薩おれんじ鉄道線：野田郷駅

### バス路線

#### 一般路線バス
- 南国交通

### 道路
町内に高速道路は開通していない（廃止時）。
- 一般国道
  - 国道3号
  - 国道504号
- 県道
  - 鹿児島県道46号阿久根東郷線
  - 鹿児島県道367号脇本荘線
  - 鹿児島県道368号荒崎田代線

## 名所・旧跡・観光スポット・祭事・催事
- 鎮国山感応禅寺
- 熊野神社
- 西日本オールドカーフェスティバル
- 夏祭り町民いこいの夕べ